# Phyllodromica hungarica
Phyllodromica hungarica es una especie de cucaracha del género Phyllodromica, familia Ectobiidae. Fue descrita científicamente por Vidlička en 1993.
Habita en Eslovaquia y Hungría.